# Canton de Cazals
Le canton de Cazals est une ancienne division administrative française située dans le département du Lot et la région Midi-Pyrénées. Ce canton a été supprimé en 2015 et ses communes ont été réparties dans plusieurs nouveaux cantons.

## Géographie
Ce canton était organisé autour de Cazals dans l'arrondissement de Cahors. Son altitude variait de 130 mètres (à Goujounac) jusqu'à 343 mètres (à Marminiac), pour une altitude moyenne de 241 mètres.

## Histoire
Ce canton a été supprimé en 2015 et ses communes ont été réparties dans plusieurs nouveaux cantons, dont celui de Gourdon.

## Composition
Jusqu'à 2015, le canton de Cazals regroupait neuf communes et comptait 2 414 habitants (recensements de 2006 à 2008 sans doubles comptes).
| Nom                 | Code Insee | Intercommunalité  | Superficie (km2) | Population (dernière pop. légale) | Densité (hab./km2) |
| ------------------- | ---------- | ----------------- | ---------------- | --------------------------------- | ------------------ |
| Les Arques          | 46008      | CC Cazals-Salviac | 15,05            | 205 (2014)                        | 14                 |
| Cazals              | 46066      | CC Cazals-Salviac | 10,57            | 620 (2014)                        | 59                 |
| Frayssinet-le-Gélat | 46114      | CC Cazals-Salviac | 23,14            | 354 (2014)                        | 15                 |
| Gindou              | 46120      | CC Cazals-Salviac | 15,65            | 311 (2014)                        | 20                 |
| Goujounac           | 46126      | CC Cazals-Salviac | 10,38            | 228 (2014)                        | 22                 |
| Marminiac           | 46184      | CC Cazals-Salviac | 22,88            | 376 (2014)                        | 16                 |
| Montcléra           | 46200      | CC Cazals-Salviac | 20,91            | 282 (2014)                        | 13                 |
| Pomarède            | 46222      | CC Cazals-Salviac | 7,04             | 162 (2014)                        | 23                 |
| Saint-Caprais       | 46250      | CC Cazals-Salviac | 8,85             | 69 (2014)                         | 7,8                |

## Administration

### Conseillers généraux de 1833 à 2015
| Période | Période          | Identité                               | Étiquette     | Qualité |
| ------- | ---------------- | -------------------------------------- | ------------- | --- |
| 1833    | 1837             | Jean-Joseph Delord                     |               | Juge de Paix à Frayssinet-le-Gélat                                                                              |
| 1837    | 1852             | Paul-Joseph Delord (fils du précédent) |               | Avocat, juge de paix, juge d'instruction à Gourdon et Frayssinet-le-Gélat                                       |
| 1852    | 1855             | Hugues Dupuy                           |               | Avocat à Cahors                                                                                                 |
| 1855    | 1871             | Edouard Dupuy                          |               | Avocat, juge au tribunal civil de Cahors                                                                        |
| 1871    | 1892             | Jules Mayzen                           | Droite        | Avocat à Cahors                                                                                                 |
| 1892    | 1904             | Edouard Cangardel                      | Républicain   | Notaire, Maire de Marminiac                                                                                     |
| 1904    | 1908 (décès)     | Éloi Béral                             | Républicain   | Ingénieur - Maire de Frayssinet-le-Gélat Sénateur (1883-1908)                                                   |
| 1909    | 1919             | Maurice Dupuy                          | Libéral       | Propriétaire, Maire de Montcléra                                                                                |
| 1919    | 1926 (démission) | Frédéric Filhol                        | Rad.          | Propriétaire, Maire de Cassagnes, conseiller d'arrondissement                                                   |
| 1926    | 1934             | Élie Calmon                            | SFIO puis PRS | Avocat à Cahors Maire de Larroque-des-Arcs Député (1924-1928)                                                   |
| 1934    | 1940             | José Touriol                           | Rad.          | Pharmacien - Maire de Cazals                                                                                    |
|         |                  |                                        |               | |
| 1945    | 1956 (décès)     | José Touriol                           | Rad.          | Pharmacien |
| 1956    | 1965 (décès)     | Max Mage                               | DVD           | Docteur en médecine à Cazals                                                                                    |
| 1965    | 2004             | Jean Milhau                            | MRG puis PRG  | Pharmacien Président du conseil général du Lot de 1994 à 2004 Maire de Cazals de 1965 à 1995 Sénateur 2008-2011 |
| 2004    | 2015             | André Bargues                          | PS            | Musicien, Président du syndicat national des chefs d'orchestre Maire de Marminiac                               |

### Conseillers d'arrondissement (de 1833 à 1940)
| Période                                  | Période      | Identité                                 | Étiquette          | Qualité |
| ---------------------------------------- | ------------ | ---------------------------------------- | ------------------ | --- |
| 1833                                     | 1848 (décès) | Jean Paul Chastaignol-Lavaur (1793-1848) |                    | Maire de Cazals                                                                                             |
|                                          |              |                                          |                    | |
| 1889                                     |              | Jean Saint-Roch-Veissy                   | Républicain modéré | Notaire à Frayssinet                                                                                        |
| 1907                                     | 1919         | Frédéric Filhol                          | Radical            | Propriétaire, maire de Cassagnes                                                                            |
| 1919                                     | 1925         | Jacques Soulié                           |                    | Président du syndicat agricole, Gindou                                                                      |
| 1925                                     | 1931         | M. Filhol fils                           | Radical            | Propriétaire à Cassagnes                                                                                    |
| 1931                                     | 1940         | M. Bladié                                | PRS puis Radical   | |
| 1940                                     |              |                                          |                    | Les conseils d'arrondissement ont été suspendus par la loi du 12 octobre 1940 et n'ont jamais été réactivés |
| Les données manquantes sont à compléter. |              |                                          |                    | |

## Démographie
| 1962  | 1968  | 1975  | 1982  | 1990  | 1999  | 2006  | 2011  | 2012  |
| ----- | ----- | ----- | ----- | ----- | ----- | ----- | ----- | ----- |
| 2 875 | 2 795 | 2 443 | 2 326 | 2 376 | 2 414 | 2 607 | 2 646 | 2 623 |

## Culture
Depuis plusieurs années, la compagnie de danse « Faits et gestes » propose des formations en danse contemporaine et des spectacles[réf. nécessaire].